# Агафонов, Станислав
Станислав Агафонов (рум. Stanislav Agafonov, род. 29 мая 1985, Бендеры) — молдавский футболист, полузащитник.

## Биография
Станислав Агафонов родился 29 мая 1985 года в городе Бендеры Молдавской ССР (сейчас в Приднестровье).
Играл в футбол на позиции полузащитника.
В сезоне-2003/2004 дебютировал в чемпионате Молдавии, проведя 10 матчей в составе кишинёвского «Агро». В том же сезоне сыграл 1 матч за тираспольский «Тилигул».
Большую часть карьеры провёл в бендерском «Динамо», за которое играл в 2005—2011 годах. За шесть сезонов сыграл в чемпионате Молдавии 146 матчей, забил 6 мячей.
Сезон-2011/2012 начал в «Рапиде» из Гидигича, но участвовал только в одном поединке и по ходу розыгрыша перешёл в тираспольское «Динамо-Авто», выступавшее классом ниже, в дивизионе «А». Там же провёл и сезон-2012/2013. За два сезона провёл 27 матчей, забил 1 гол.